# Cabaret (Haiti)
Cabaret, in creolo haitiano Kabarè, è un comune di Haiti facente parte dell'arrondissement di Arcahaie nel dipartimento dell'Ovest.